# Szöllősy-Csák Gergely
Szöllősy-Csák Gedeon Gergely (született: Hornyák Gergely Dezső, 1977. szeptember 11. – 2014. június 20.) magyar humorista, a Dumaszínház és a Showder Klub egyik állandó fellépője.

## Életrajz
Édesanyja után vette fel Szöllősy-Csák családnevet, nagyapja után a Gedeon keresztnevet. A Petőfi Sándor Gimnáziumban érettségizett, egyetemi tanulmányait a Pázmány Péter Katolikus Egyetem Hittudományi Karán végezte. Egy ideig a Magyar Televíziónál dolgozott, majd 2007 körül a Godot Dumaszínházban lépett színpadra mint humorista. 2014. június 20-án hunyt el bakteriális fertőzésben.
Egy magáról írt jellemzése:

"Titokzatos teológus, művészlelkű bölcsész, a Dumaszínház FC sztárkapusa. Egészséges öniróniával megáldott Sándor György-rajongó, monogramjából akár egy népi hangszer neve is levezethető. Túlmozgásos útkereső, aki hisz még a minőségi humorban. Sokfélét tanult, kipróbálta a Heti hetest, Repetát kért a Magyar Televízióban, alkalmanként újságot ír. Állatvédő fekete bárány, aki nem sokat foglalkozik az arculatával, talán ezért is látjuk mindig borostásan. Évtizedekre tervez, nem akar mindent egyszerre megszerezni, viszont jól esik neki az elismerés. Tanítani akar, nem kioktatni, és reméli, egyszer majd az ő személyisége is átjön a képernyőn. A kutya-macska barátság élharcosa, az intelligens tabudöntögetés Sandokanja, az egyetlen élő ember, akinek sikerült a tripla szaltó fél fordulattal, háromévesen. Persze, lehet, hogy csak leszakadt a hinta. Ez még nem tisztázott."

## Rendezése
- Páratlan történet (2004)

## Külső hivatkozások
- A szemüveges dumagép: Interjú Szöllősy-Csák Gergellyel Journality, 2011. 09. 02.